# Victor Nadolschi
Victor Nadolschi  (n. 4 iulie 1911, Chișinău – d. 1996, Bacău) a fost un astronom român.

## Biografie
Victor Nadolschi s-a născut la data de 4 iulie 1911, în municipiul Chișinău, în familia directorului poștei Luca Nadolschi și a soției acestuia, Francesca.
A studiat la Universitatea din Iași unde a fost conferențiar până în anul 1968. Din 1995 este profesor la Universitatea din Galați. A fost preocupat de aplicarea statisticii matematice în astronomie. A studiat fotosfera și petele solare. A elaborat o metodă nouă de determinare a orbitelor planetelor. A făcut observații de eclipse. A avut preocupări de astronomie practică și istoria astronomiei. A elaborat câteva cursuri de astronomie, a scris despre asteroizi și comete, planete gigant a scris o biografie a lui Copernic.
Victor Nadolschi a încetat din viață în anul 1996, în orașul Bacău.

## Opera
- Copernic (în: "Figuri ilustre din perioada Renașterii", Ed. Albatros, 1972, pp. 173–204)
- Catalogul BNRM Arhivat în 3 august 2009, la Wayback Machine. Nume persoană: nadolschi, victor]
- Baza de date Bibliophil[nefuncțională]
- ADS NASA
- ADS NASA

și alte peste 90 de publicații.

## Coautori și colaboratori
- Ludmila Nadolschi
- Cleopatra Mociutchi-Tomozei